# Криалезе, Эмануэле
Эмануэле Криале́зе (итал. Emanuele Crialese, род. 26 июля 1965 года) — итальянский кинорежиссёр.
Криалезе родился в Риме и в 1991 году переехал в США, чтобы получить образование в Нью-Йоркском университете.
Первый полнометражный фильм Криалезе был снят на английском и назывался «Когда-то мы были чужестранцами» (Once We Were Strangers). Последующие фильмы были сняты на итальянском, а их местом действия стала Сицилия и соседние острова, откуда происходит предки режиссёра. Снимая на Лампедузе свой первый италоязычный фильм «Дыхание», Криалезе нашёл молодого Филиппо Пучилло, который стал его постоянным актёром. Другой любимый актёр Криалезе — Винченцо Амато.
Два фильма Криалезе — «Новый мир» и «Материк» — были выдвинуты Италией на «Оскар» за лучший фильм на иностранном языке.

## Фильмография
- Heartless (короткометражный, 1994)
- «Когда-то мы были чужестранцами» (Once We Were Strangers, 1997)
- «Дыхание» (Respiro, 2002)
- «Новый свет» (Nuovomondo, 2006)
- «Материк» (Terraferma, 2011)